# Nickel(II)-carbonat
Nickel(II)-carbonat ist eine chemische Verbindung aus der Gruppe der Nickelverbindungen und Carbonate welche in mehreren Hydratformen vorkommt.

## Vorkommen
Nickel(II)-carbonat kommt in der Natur als Mineral Hellyerit (Hexahydrat) sowie Zaratit, Nullaginit und Otwayit (Hydroxycarbonate) vor.

## Gewinnung und Darstellung

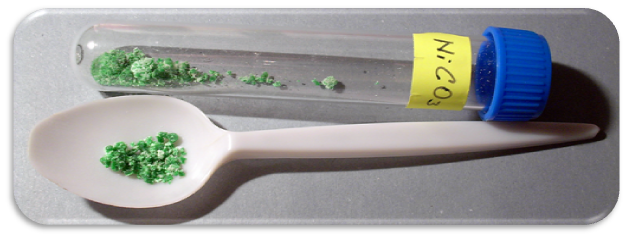
Nickel(II)-carbonat

Nickel(II)-carbonat-Hydrate können durch Elektrolyse von mit Kohlendioxid gesättigtem Wasser an Nickelelektroden gewonnen werden. Wasserfreies Nickel(II)-carbonat kann durch Reaktion einer Natriumhydrogencarbonat-Lösung mit einer mit Salzsäure angesäuerten Nickel(II)-chlorid-Lösung bei hohen Temperaturen und hohem Druck gewonnen werden. Es existiert auch eine gelbe Modifikation, die bei anderen Druck-, Temperatur und Konzentrationsverhältnissen entsteht. Nickel(II)-carbonat entsteht auch bei der Zersetzung von Nickeltetracarbonyl.

## Eigenschaften
Nickel(II)-carbonat und seine Hydrate sind hellgrüne geruchlose Feststoffe, die sich bei Temperaturen größer als 120 °C in Kohlendioxid und Nickel(II)-oxid zersetzen. Wasserfreies Nickel(II)-carbonat ist unlöslich in Wasser und Säuren, dessen Hydrate sind jedoch leicht löslich in Säuren. Es kristallisiert rhomboedrisch mit der Raumgruppe R3c (Raumgruppen-Nr. 161) (a = 780,7 pm, α = 48°40'). Wasserfreies Nickelcarbonat ist nur schwer herstellbar. Die im Handel befindlichen Nickelcarbonate sind basisch (Nickelhydroxycarbonat, auch: Nickelhydroxidcarbonat, NiCO3 · x Ni(OH)2 · x H2O, CAS-Nummer: 12607-70-4, 12122-15-5 oder 12244-51-8) und schwer wasserlöslich. Sie entstehen durch Fällung von Nickelsalzlösungen mit Natriumcarbonat.

## Verwendung
Nickel(II)-carbonat wird als  Katalysator bei der Fetthärtung und zur Herstellung von Nickel(II)-oxid, keramischen Farben (Pigment) und Glasuren sowie beim Galvanisieren verwendet.

## Sicherheitshinweise
Nickel(II)-carbonat ist wie viele Nickelverbindungen als krebserzeugend und reproduktionstoxisch eingestuft.